# 日吉神社 (清須市)
日吉神社（ひよしじんじゃ）は、愛知県清須市にある神社。地名と旧社名を冠して清洲山王宮日吉神社（きよすさんのうぐうひよしじんじゃ）とも称される。

## 概要
宝亀2年（771年）、尾張地方に疫病が流行した際に、人々が素盞鳴命と大己貴命を合祀して、病災除去の氏神としたのが創建とされる。
大同2年（807年）、平安時代の官人橘逸勢（たちばなのはやなり）が社殿を建立、また天台宗の布教によって神仏習合が広まり、山王宮と称されるようになった。
13世紀末には当神社の興隆著しく、社殿を修築し、祠官を定め社領が奉納された。尾張の国府が清洲に移されてからは、清洲総氏神として信仰を集め、4千坪以上の境内地に荘厳な社殿を構えていた。
天正8年（1580年）、清洲城代・織田信張は、近江の日吉大社より大山咋神と摂社二十一社を勧請し、現在の形態となった。
明治以降、社名を山王宮から日吉神社と改め、旧社格制度のもとでは、県社に指定された。

## 祭神
- 素盞嗚命
- 大己貴命
- 大山咋神

## 境内社
- 山王稲荷神社（祭神・倉稲魂命） - 尾張藩主・徳川吉通が当神社の分霊を稲荷社とともに、現在の名古屋市古渡町に山王稲荷として奉斎した神社の、分霊を祀ったもの。